# Universidad Tecnológica de Santiago
L'Universidad Tecnológica de Santiago (UTESA) è una università privata mista con sede nella Repubblica Dominicana. Il suo campus principale si trova nella città di Santiago de los Caballeros, e dispone di campus minori a Santo Domingo, Puerto Plata, Moca, Dajabón e Mao. È stata fondata il 12 novembre 1974 da un gruppo di professionisti ed è uno dei principali istituti di ricerca nel paese.

## Facoltà
Le facoltà sono:
- Architettura e Ingegneria
- Scienze della Salute
- Scienze Economiche e Sociali
- Scienze della Segreteria
- Scienze umanistiche
- Scuola di dottorato.

## Filosofia
L'Universidad Tecnológica de Santiago è stata fondata per promuovere i principi democratici, promuovere la cultura nazionale e universale, offrire alternative e soluzioni ai problemi nazionali.